# Meliah Rage
Meliah Rage est un groupe de thrash et power metal américain, originaire de Boston, dans le Massachusetts. Le groupe compte un total de dix albums depuis la sortie du premier, Kill to Survive, en 1988.

## Biographie
Le groupe est formé en 1987 par le guitariste Anthony Nichols. Peu de temps après, il est rejoint par le chanteur Mike Munro, le guitariste Jim Koury, le batteur Stuart Dowie, et le bassiste Jesse Johnson. Ensemble, ils enregistrent, la même année, une démo contenant trois chansons. Ils obtiennent ainsi un contrat avec Epic Records, après seulement huit concerts. Ils enregistrent un premier album studio, intitulé Kill to Survive, qui s'accompagne d'un clip pour la chanson Beginning of the End, diffusé sur la chaine locale MTV. En 1989, ils effectuent une tournée américaine de trois mois avec Metal Church. Leur performance à Détroit est enregistrée et publiée la même année comme EP live intitulé Live Kills. Dans la même année, ils jouent avec des groupes comme Slayer, Testament, Nuclear Assault, Manowar et Overkill.
En 1990, le groupe retourne en studio pour enregistrer un deuxième album studio, Solitary Solitude. Pour cet album, un clip est produit pour la chanson The Witching qui est diffusé à l'émission Headbangers Ball sur MTV. Il suit d'une tournée de cinq semaines en Europe. À cause d'un manque d'intérêt du public pour le thrash metal début des années 1990, le groupe se sépare brièvement, mais se réunit peu après, avec Sully Erna, comme nouveau batteur. Ils enregistrent quelques démos et jouent un peu plus de concerts jusqu'à ce qu'ils se séparent de nouveau.
En 1996, le groupe revient et signe un contrat avec Backstreet Records. Dans la même année, ils publient l'album Death Valley Dream. En 2002, le groupe signe un contrat avec Screaming Ferret Records. Au label, ils sortent sous le titre Unfinished Business, des démos qu'ils avaient enregistrées quelques années auparavant avec Sully Erna. Le label exprimera son intérêt à publier un nouvel album du groupe.
Le chanteur Mike Munro étant devenu père et ne pouvant se consacrer au groupe, il est remplacé par son ami Paul Souza. L'album Barely Human est publié en 2004, et Meliah Rage joue dans de petits festivals aux États-Unis. En 2006 sort The Deep and Dreamless Sleep. En 2007, Darren Lourie devient le nouveau bassiste du groupe et Meliah Rage tourne pendant trois semaines avec Metal Church aux États-Unis. Le groupe joue également au Festival Locobazooka, dans le Massachusetts, pour Alice in Chains, Heaven and Hell, Queensrÿche et Alice Cooper. Plus tard, une vidéo de la chanson Undefeated est enregistrée et publiée.
En 2011, ils jouent au Headbangers Open Air en Allemagne.

## Discographie

### Albums studio
- 1988 : Kill to Survive
- 1989 : Live Kill
- 1990 : Solitary Solitude
- 1996 : Death Vally Dream
- 2002 : Unfinished Business
- 2004 : Barely Human
- 2006 : The Deep and Dreamless Sleep
- 2009 : Masquerade
- 2011 : Dead to the World
- 2014 : Warrior

### Compilation
- 1999 : Unfinished Business
- 2015 : Before the Kill

### Démos
- 1987 : Demo 1987
- 1991 : '91 Demo

### Singles et EP
- 1988 : Enter the Darkness (single)
- 1989 : Live Kill (EP)
- 2011 : Cold Cruel Fate (single)

## Membres

### Membres actuels
- Stuart Dowie - batterie (1987-1992, depuis 2005)
- Anthony Nichols - guitare (depuis 1987)
- Jim Koury - guitare (depuis 1987)
- Darren Lourie - basse (depuis 2006)
- Marc Lopes - chant (depuis 2013)

### Anciens membres
- Clark Lush - basse (décédé en 2016)
- Jesse Johnson - basse (1987-1992, 2003-2006)
- Mike Munro - chant (1987-1992, 1995-2003, 2008-2010)
- Keith Vogele - basse (1992-1995)
- Sully Erna - batterie (1992-1995)
- Bob Mayo - basse (1995-2002)
- Dave Barcos - batterie (1995-2002)
- Barry Spillberg - batterie (2003-2005)
- Paul Souza - chant (2003-2007, 2011)